# مادهوماتی
مادهوماتی (به هندی: Madhumati) فیلمی محصول سال ۱۹۵۸ و به کارگردانی بیمال روی است. در این فیلم بازیگرانی همچون دیلیپ کومار، ویجینتی مالا، پران، جانی واکر ایفای نقش کرده‌اند.

## داستان
در یک شب طوفانی، مهندس دیوندرا(دیلیپ کومار) به همراه دوستش از یک جاده سنگلاخی به طرف پایین دهکده می‌روند تا دیوندرا بتواند همسر و پسر نوزادشان را از ایستگاه قطار بیاورد. باران سیل آسا و رانش زمین راه آنها را می‌بندد و در نهایت دو مرد در عمارت قدیمی پناه می‌گیرند. دیوندرا در ابتدای ورودش به خانهٔ متروکه احساس می‌کند که خانه برای او بسیار آشناست و قبلاً در آنجا حضور داشته. در یکی از اتاق‌های بزرگ خانه، او یک پرتره قدیمی پیدا می‌کند که هویت فرد داخل پرتره را تشخیص می‌دهد اما نمی‌داند چگونه آن فرد را شناخته. دوست و سرایدار قدیمی خانه از صحبت‌های دیوندرا وحشت زده می‌شوند. دیوندرا در نهایت به این نتیجه می‌رسد که در زندگی قبلش آنجا حضور داشته و در حالی که دو دوست از طوفان بیرون داخل خانه پناه گرفته‌اند، دیوندرا داستان زندگی قبلش را برای دوستش تعریف می‌کند.
آناند مدیر جدید کارگاه الوار شیامناگار است. هنرمندی که در اوقات فراغت خود، به تپه‌ها سفر می‌کند و نقاشی می‌کشد. آناند عاشق دختری به نام مادهوماتی (ویجینتی مالا)، زن بومی از قبیله کوماونی می‌شود، آواز مادهوماتی آناند را مجذوب کرده بود. راجا اوگرا ناراین(پران)، کارفرمای آناند، مردی بی رحم و متکبر است. آناند که برخلاف دیگران حاضر به تسلیم در برابر خواسته‌های او نیست، در معرض خشم اوگرا ناراین قرار می‌گیرد. اوگرا ناراین بعد از دیدن نقاشی‌های آناند متوجه می‌شود که او عاشق دختری بومی شده‌است. بالاخره به هویت مادهوماتی پی برده و سعی در دزدیدن دخترک می‌کند اما مادهوماتی از دست اوگرا ناراین شرور فرار می‌کند و پیش آناند می‌رود. پدر مادهوماتی که یک شکارچی جنگلی است در ابتدا از آناند خوشش نمی‌آید اما درآخر با ازدواج آناند و مادهوماتی موافقت می‌کند. اوگراناراین که به عشق آناند و مادهوماتی حسادت می‌کند بهانه ای جور می‌کند و آناند را برای مأموریت به یکی از شهرهای دور می‌فرستد، بعد از چند روز آناند از مأموریت برمی گردد اما متوجه می‌شود که مادوماتی ناپدید شده‌است و پدرش هم از وضعیت دخترش خبری ندارد. او متوجه می‌شود که چند فرد ناشناس مادهوماتی را به خانه اوگراناراین برده‌اند. پس با آنها مقابله می‌کند، اما افراد ملاک شرور، آناند را مورد ضرب و شتم قرار می‌دهند و بدن نیمه جان آناند را از خانه بیرون می‌اندازند. آنها در بین راه با پدر مادهوماتی روبرو می‌شوند که برای جلوگیری از مرگ دخترش مبارزه می‌کند. اگرچه او در این مبارزه برتری می‌یابد، اما اندکی بعد در جاده توسط خدمتکاران اوگراناراین می‌میرد، چارانداس پنهان می‌شود و آناند را به بیمارستان می‌برد.
آناند زنده می‌ماند اما ذهنش سرگردان است. یک روز، او با زنی آشنا می‌شود که دقیقاً شبیه مادهوماتی است. او خود را ماداوی معرفی می‌کند اما آناند حاضر به باور او نیست به همین دلیل دختر را تعقیب می‌کند اما توسط همراهان ماداوی مورد ضرب و شتم قرار می‌گیرد. بعداً، ماداوی پرتره ای از مادهوماتی پیدا می‌کند و متوجه می‌شود که آناند حقیقت را می‌گوید. او نقاشی را با خود می‌برد و سعی می‌کند داستان مادهوماتی را از زبان آناند بشنود. در همین حال، آناند که توسط روح مادهوماتی تسخیر شده‌است، به او می‌گوید اوگرا ناراین مسئول مرگ او است. او به ماداوی متوسل می‌شود، ماداوی موافقت می‌کند که یک شب را به عنوان مادهوماتی در مقابل اوگرا ناراین ظاهر شود و او را مجبور به اعتراف به قتل خود کند.
آناند به کاخ اوگرا ناراین بازمی‌گردد و اجازه می‌گیرد تا عصر روز بعد پرتره ای از او بکشد. روز بعد نزدیک ساعت ۸ شب، اوگرا ناراین ماداوی را می‌بیند که در مقابل او ظاهر شده و خود را ماهوماتی معرفی می‌کند. اوگرا ناراین از این اتفاق وحشت می‌کند. او به نقش خود در مرگ مادهوماتی اعتراف می‌کند و توسط پلیس که بیرون اتاق منتظر مانده، دستگیر می‌شود. ماداوی تمام اتفاقاتی که آن شب افتاده را تعریف می‌کند، حتی محل دفن جسد مادهوماتی را هم افشا می‌کند. آناند
از حرف‌های ماداوی وحشت می‌کند، چراکه دخترک وقایعی را بازگو می‌کرد که حتی آناند هم از آن خبر نداشته‌است. ماداوی لبخند می‌زند و به سمت پله‌ها حرکت می‌کند اما ناگهان ماداوی واقعی که لباس مادهومتی بر تن دارد، با عجله وارد اتاق می‌شود. او دیر می‌آید چون ماشینش در راه خراب شده‌است. آناند متوجه می‌شود که روح مادهومتی را دیده‌است نه ماداوی. آناند به سمت بالکن می‌دود، مادهوماتی به بالکن اشاره می‌کند، بالکن همان جایی بود که مادهوماتی از ترس اوگرانارین به آنجا گریخته بود و بر اثر حادثه از آن سقوط کرده بود. آناند روح را تعقیب می‌کند و از همان بالکنی که مادهوماتی از آن سقوط کرده بود، پایین می‌افتد و کشته می‌شود.
پس از گفتن داستان آناند و مادهوماتی، دیوندرا متوجه می‌شود قطاری که همسر و فرزندش با آن مسافرت کرده‌اند دچار حادثه شده و تعداد زیادی از مسافران مرده‌اند. مسیر جاده هموار می‌شود، دیوندرا با عجله به سمت ایستگاه می‌روند و با ترس به مسافران زخمی قطار نگاه می‌کند اما وقتی همسرش رادا را می‌بیند که سالم از قطار بیرون می‌آید، احساس آرامش می‌کند. رادا همان تناسخ مادهوماتی است و دیوندرا هم تناسخ آناند، دیوندرا همسرش را در آغوش می‌گیرد و به او توضیح می‌دهد که در زندگی گذشته شان هم آنها زن و شوهر بوده‌اند.